# Mahbubnagar

Järnvägsstation i Mahbubnagar.

Mahbubnagar är en stad i delstaten Telangana i Indien, och är huvudort för ett distrikt med samma namn. Folkmängden uppgick till 157 733 invånare vid folkräkningen 2011, med förorter 210 258 invånare.